# 1967年オランダグランプリ
1967年オランダグランプリ (1967 Dutch Grand Prix) は、1967年のF1世界選手権第3戦として、1967年6月4日にザントフォールト・サーキットで開催された。
本レースはフォード・コスワース・DFVエンジンが搭載されたロータス・49のデビュー戦となった。同車を長い間テスト走行したグラハム・ヒルがポールポジションを獲得し、対照的に同車をドライブするのが初めてだったチームメイトのジム・クラークは8番手と出遅れた。しかし、決勝はクラークが同車に初勝利をもたらし、ヒルはリタイアに終わった。本レースではブラバム・BT24とBRM・P115も初登場したが、どちらもレースに参加しなかった。
一方、ロータス・25は最後のレースとなった。クリス・アーウィンがドライブしたシャシーR4は、クラークが1963年にチャンピオンを獲得した際に使用したシャシーであった。

## レース概要

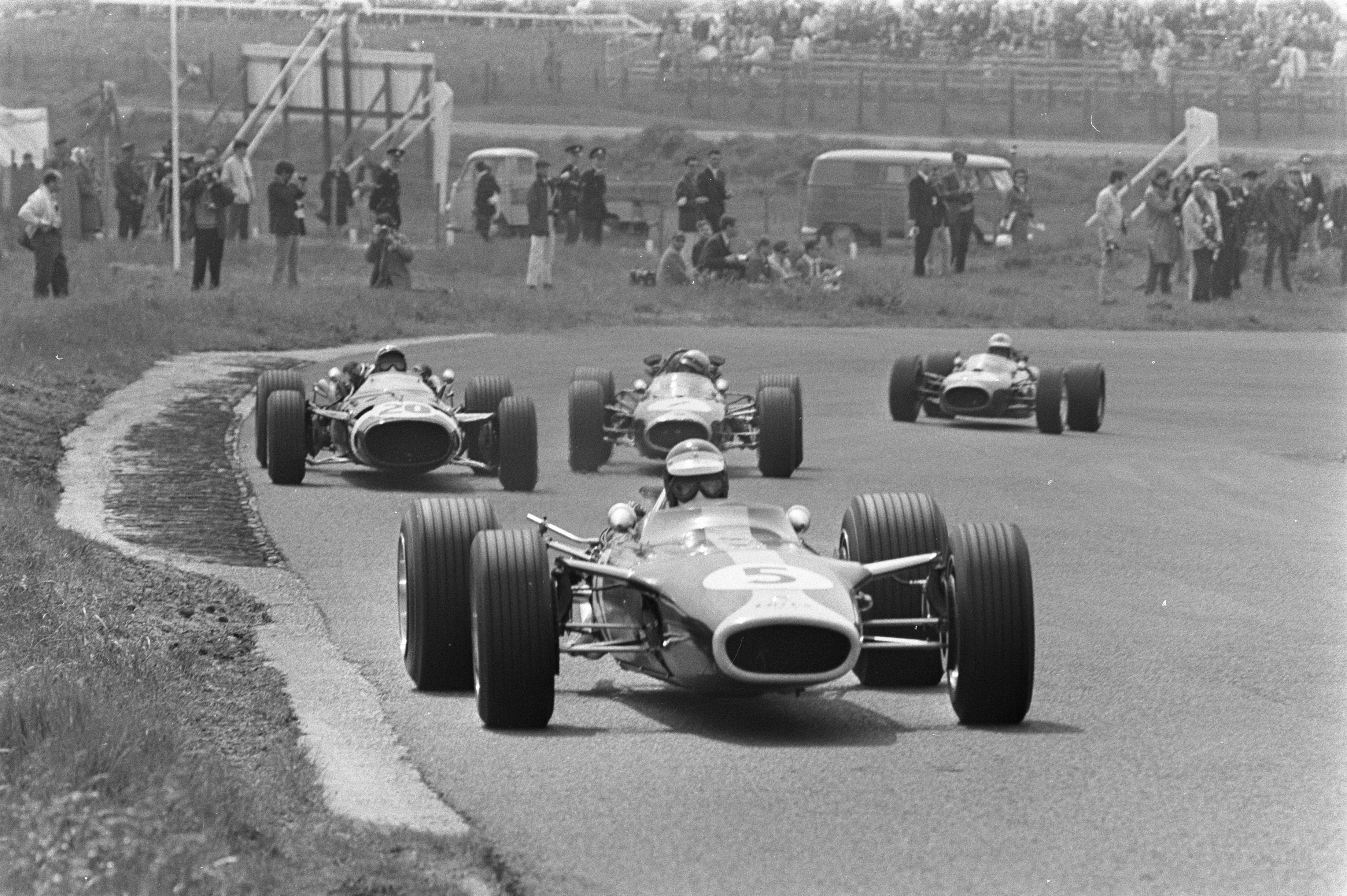
ジム・クラークがフォード・コスワース・DFVエンジンにデビューウィンをもたらした。

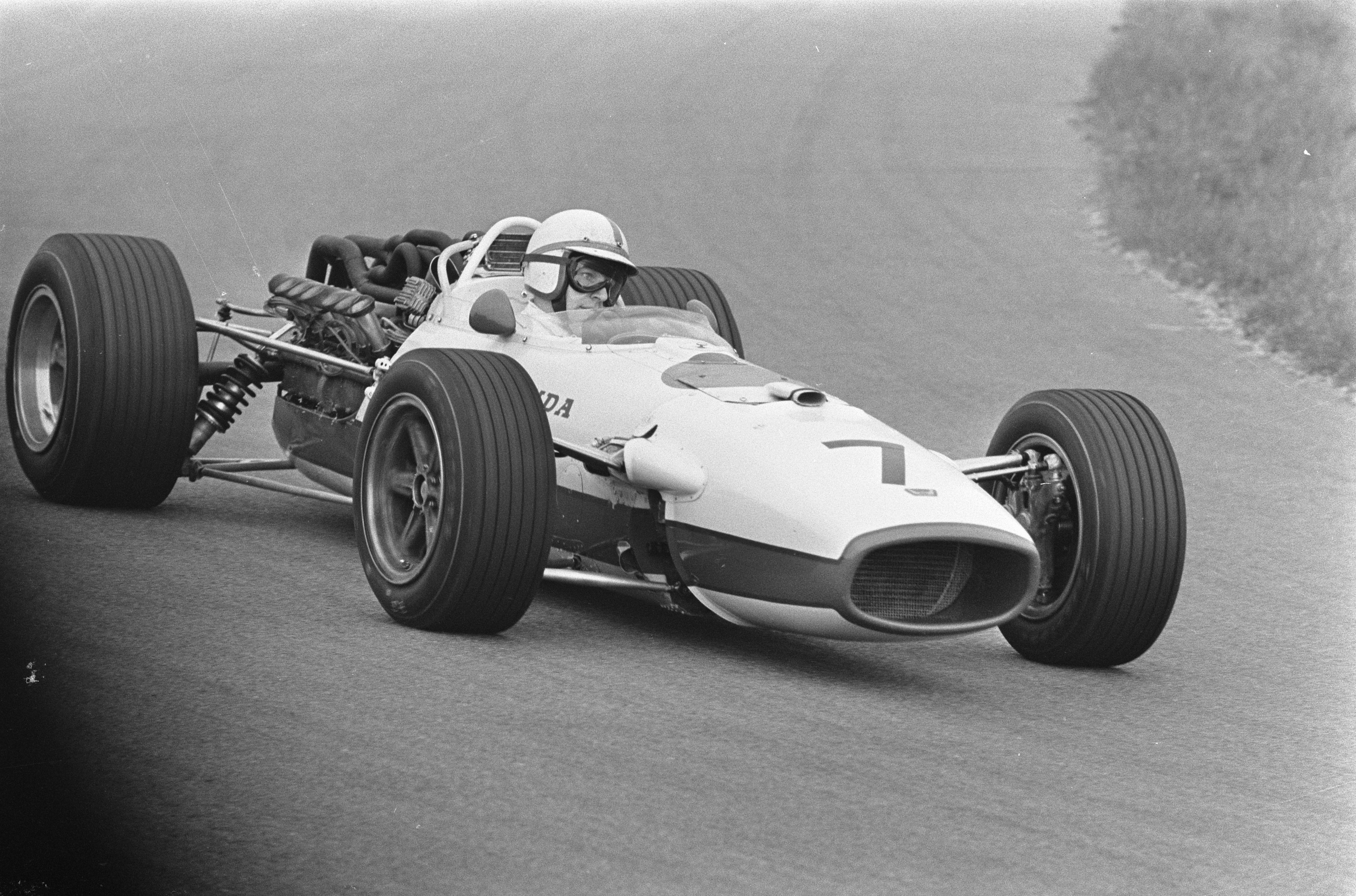
ホンダ・RA273を駆るジョン・サーティースはリタイアに終わった。

ロレンツォ・バンディーニが前戦モナコGPの事故で亡くなってから3週間が経過したが、その間に多くのことが起きた。フェラーリは、イギリス出身のエンジニアドライバーであったマイク・パークスをバンディーニの後任に任命した。彼はモナコGPから2週間後に行われた非選手権レースのシラクサGPでルドビコ・スカルフィオッティとともに優勝を分け合ったが、ほとんどの有力F1ドライバーはこのレースに参加しなかった。ジム・クラークはF2に出場するためゾルダーへ飛び、その後インディ500に参加するためアメリカに戻った。インディ500の決勝が行われる5月30日は雨のため翌31日に順延され、F1勢はクラークの他、ジャッキー・スチュワート、ダン・ガーニー、ヨッヘン・リント、グラハム・ヒル、デニス・ハルムが出走したが、ハルムが4位で完走した以外はいずれもマシントラブルのため最後まで走れなかった。それから本レースに間に合うように全員慌ただしくオランダへ向かい、練習走行は金曜日から始まった。
パドックでの大きなニュースは、待望のフォード・コスワース・DFVエンジンと、それを搭載したモーリス・フィリップ設計の新車ロータス・49の登場であった。フォードの依頼を受けたコスワースがエンジンを制作し、チーム・ロータスとの共同作業によって本レースから参戦を開始した。
ロータスの新しいDFVエンジン搭載車49は速く、ヒルがポールポジションを獲得した。タイムはガーニーより0.5秒速く、ジャック・ブラバムより1秒速かった。この3人がフロントロー、リントとペドロ・ロドリゲスのクーパー勢が2列目、ジョン・サーティース（ホンダ）、ハルム、そしてクラークが3列目を占めた。クラークはメカニカルトラブルを抱えていた。
スタートでハルムが立ち往生し、大きく出遅れた。ヒルはブラバムとガーニーからリードして、1周目を終えると彼らに2秒差を付けていた。リントは3位に浮上し、ガーニー、クリス・エイモン、そしてクラークが続いた。ガーニーはリントとバトルを繰り広げたが、エンジントラブルでリタイアした。クラークはエイモンを抜いたが、ハルムの攻撃を受けることになる。ヒルは11周目に突然減速し、ブラバムが首位、リントが2位、クラークが3位にそれぞれ浮上する。クラークは15周目にリントを抜き、続いて16周目にブラバムを抜いてトップに立った。ブラバムはクラークに付いていくことができなかったが、ハルムがリントを抜いて3位に浮上したため、プレッシャーを感じることなく走行し続けた。しばらくの間、ハルムはエイモンから攻撃を受けたが、徐々に差を広げて3位を確保した。サーティースはスタートで一瞬出遅れてインサイドの砂地を走らされ、この砂がエンジンにかぶってしまい、スロットルを悪化させてしまった。サーティースはスロットルに問題を抱えたまま73周を走行したが、スロットルがスタックしたことによりスピンを喫してリタイアに終わった。
クラークはブラバムに23秒差を付け、フォード・コスワース・DFVエンジンのデビュー戦を勝利で飾った。それはF1の歴史における新しい時代の始まりであった。フェラーリ勢はエイモン4位、パークス5位、スカルフィオッティ6位と3台とも入賞したが、DFVエンジンのデビューウィンを前に課題はまだ山積みであった。

## エントリーリスト
| チーム                                                      | No. | ドライバー                   | コンストラクター | シャシー | エンジン                         | タイヤ |
| ----------------------------------------------------------- | --- | ---------------------------- | ---------------- | -------- | -------------------------------- | ------ |
| ブラバム・レーシング・オーガニゼーション                    | 1   | ジャック・ブラバム           | ブラバム         | BT19     | レプコ 740 3.0L V8               | G      |
| ブラバム・レーシング・オーガニゼーション                    | 2   | デニス・ハルム               | ブラバム         | BT20     | レプコ 620 3.0L V8               | G      |
| スクーデリア・フェラーリ SpA SEFAC                          | 3   | クリス・エイモン             | フェラーリ       | 312/67   | フェラーリ 242 3.0L V12          | F      |
| スクーデリア・フェラーリ SpA SEFAC                          | 4   | マイク・パークス             | フェラーリ       | 312/66   | フェラーリ 242 3.0L V12          | F      |
| スクーデリア・フェラーリ SpA SEFAC                          | 22  | ルドビコ・スカルフィオッティ | フェラーリ       | 312/67   | フェラーリ 242 3.0L V12          | F      |
| チーム・ロータス                                            | 5   | ジム・クラーク               | ロータス         | 49       | フォード・コスワース DFV 3.0L V8 | F      |
| チーム・ロータス                                            | 6   | グラハム・ヒル               | ロータス         | 49       | フォード・コスワース DFV 3.0L V8 | F      |
| ホンダ・レーシング                                          | 7   | ジョン・サーティース         | ホンダ           | RA273    | ホンダ RA273E 3.0L V12           | F      |
| オーウェン・レーシング・オーガニゼーション                  | 9   | ジャッキー・スチュワート     | BRM              | P83      | BRM P75 3.0L H16                 | G      |
| オーウェン・レーシング・オーガニゼーション                  | 10  | マイク・スペンス             | BRM              | P83      | BRM P75 3.0L H16                 | G      |
| クーパー・カー・カンパニー                                  | 12  | ヨッヘン・リント             | クーパー         | T81B     | マセラティ 9/F1 3.0L V12         | F      |
| クーパー・カー・カンパニー                                  | 14  | ペドロ・ロドリゲス           | クーパー         | T81      | マセラティ 9/F1 3.0L V12         | F      |
| アングロ・アメリカン・レーサーズ                            | 15  | ダン・ガーニー               | イーグル         | T1G      | ウェスレイク 58 3.0L V12         | G      |
| アドヴァンス・マフラー/ブルース・ブルーム                   | 16  | リッチー・ギンサー 1         | イーグル         | T1G      | ウェスレイク 58 3.0L V12         | G      |
| ブルース・マクラーレン・モーターレーシング                  | 17  | ブルース・マクラーレン       | マクラーレン     | M4B      | BRM P56 2.0L V8                  | G      |
| レグ・パーネル・レーシング                                  | 18  | クリス・アーウィン           | ロータス         | 25       | BRM P56 2.0L V8                  | F      |
| レグ・パーネル・レーシング                                  | 19  | ピアス・カレッジ 2           | BRM              | P83      | BRM P75 3.0L H16                 | F      |
| ロブ・ウォーカー/ジャック・ダーラッシャー・レーシングチーム | 20  | ジョー・シフェール           | クーパー         | T81      | マセラティ 9/F1 3.0L V12         | F      |
| DWレーシング・エンタープライゼス                            | 21  | ボブ・アンダーソン           | ブラバム         | BT11     | クライマックス FPF 2.8L L4       | F      |
| ソース:                                                     |     |                              |                  |          |                                  |        |

追記
- ^1 - ギンサーは前戦モナコGPをもって引退[7]
- ^2 - マシンが準備できず[8]

## 結果

### 予選
| 順位    | No. | ドライバー                   | コンストラクター        | タイム  | 差    | グリッド |
| ------- | --- | ---------------------------- | ----------------------- | ------- | ----- | -------- |
| 1       | 6   | グラハム・ヒル               | ロータス-フォード       | 1:24.60 | -     | 1        |
| 2       | 15  | ダン・ガーニー               | イーグル-ウェスレイク   | 1:25.10 | +0.50 | 2        |
| 3       | 1   | ジャック・ブラバム           | ブラバム-レプコ         | 1:25.60 | +1.00 | 3        |
| 4       | 12  | ヨッヘン・リント             | クーパー-マセラティ     | 1:26.50 | +1.90 | 4        |
| 5       | 14  | ペドロ・ロドリゲス           | クーパー-マセラティ     | 1:26.58 | +1.98 | 5        |
| 6       | 7   | ジョン・サーティース         | ホンダ                  | 1:26.65 | +2.05 | 6        |
| 7       | 2   | デニス・ハルム               | ブラバム-レプコ         | 1:26.65 | +2.05 | 7        |
| 8       | 5   | ジム・クラーク               | ロータス-フォード       | 1:26.80 | +2.20 | 8        |
| 9       | 3   | クリス・エイモン             | フェラーリ              | 1:26.90 | +2.30 | 9        |
| 10      | 4   | マイク・パークス             | フェラーリ              | 1:27.00 | +2.40 | 10       |
| 11      | 9   | ジャッキー・スチュワート     | BRM                     | 1:27.20 | +2.60 | 11       |
| 12      | 10  | マイク・スペンス             | BRM                     | 1:27.40 | +2.80 | 12       |
| 13      | 18  | クリス・アーウィン           | ロータス-BRM            | 1:27.50 | +2.90 | 13       |
| 14      | 17  | ブルース・マクラーレン       | マクラーレン-BRM        | 1:27.70 | +3.10 | 14       |
| 15      | 22  | ルドビコ・スカルフィオッティ | フェラーリ              | 1:27.90 | +3.30 | 15       |
| 16      | 20  | ジョー・シフェール           | クーパー-マセラティ     | 1:28.80 | +4.20 | 16       |
| 17      | 21  | ボブ・アンダーソン           | ブラバム-クライマックス | 1:29.00 | +4.40 | 17       |
| ソース: |     |                              |                         |         |       |          |

### 決勝
| 順位    | No. | ドライバー                   | コンストラクター        | 周回数 | タイム/リタイア原因 | グリッド | ポイント |
| ------- | --- | ---------------------------- | ----------------------- | ------ | ------------------- | -------- | -------- |
| 1       | 5   | ジム・クラーク               | ロータス-フォード       | 90     | 2:14:45.1           | 8        | 9        |
| 2       | 1   | ジャック・ブラバム           | ブラバム-レプコ         | 90     | +23.6               | 3        | 6        |
| 3       | 2   | デニス・ハルム               | ブラバム-レプコ         | 90     | +25.7               | 7        | 4        |
| 4       | 3   | クリス・エイモン             | フェラーリ              | 90     | +27.3               | 9        | 3        |
| 5       | 4   | マイク・パークス             | フェラーリ              | 89     | +1 Lap              | 10       | 2        |
| 6       | 22  | ルドビコ・スカルフィオッティ | フェラーリ              | 89     | +1 Lap              | 15       | 1        |
| 7       | 18  | クリス・アーウィン           | ロータス-BRM            | 88     | +2 Laps             | 13       |          |
| 8       | 10  | マイク・スペンス             | BRM                     | 87     | +3 Laps             | 12       |          |
| 9       | 21  | ボブ・アンダーソン           | ブラバム-クライマックス | 86     | +4 Laps             | 17       |          |
| 10      | 20  | ジョー・シフェール           | クーパー-マセラティ     | 83     | +7 Laps             | 16       |          |
| Ret     | 7   | ジョン・サーティース         | ホンダ                  | 73     | スロットル          | 6        |          |
| Ret     | 9   | ジャッキー・スチュワート     | BRM                     | 51     | ブレーキ            | 11       |          |
| Ret     | 12  | ヨッヘン・リント             | クーパー-マセラティ     | 41     | サスペンション      | 4        |          |
| Ret     | 14  | ペドロ・ロドリゲス           | クーパー-マセラティ     | 39     | ギアボックス        | 5        |          |
| Ret     | 6   | グラハム・ヒル               | ロータス-フォード       | 11     | エンジン            | 1        |          |
| Ret     | 15  | ダン・ガーニー               | イーグル-ウェスレイク   | 8      | 燃料噴射装置        | 2        |          |
| Ret     | 17  | ブルース・マクラーレン       | マクラーレン-BRM        | 1      | アクシデント        | 14       |          |
| ソース: |     |                              |                         |        |                     |          |          |

ファステストラップ
- ジム・クラーク - 1:28.08（67周目）

ラップリーダー
- グラハム・ヒル - 10周 (Lap 1-10)
- ジャック・ブラバム - 5周 (Lap 11-15)
- ジム・クラーク - 75周 (Lap 16-90)

## 第3戦終了時点のランキング
|         | 順位 | ドライバー         | ポイント |
| ------- | ---- | ------------------ | -------- |
|         | 1    | デニス・ハルム     | 16       |
|         | 2    | ペドロ・ロドリゲス | 11       |
| 10      | 3    | ジム・クラーク     | 9        |
| 5       | 4    | ジャック・ブラバム | 7        |
| 1       | 5    | クリス・エイモン   | 7        |
| ソース: |      |                    |          |

|         | 順位 | コンストラクター    | ポイント |
| ------- | ---- | ------------------- | -------- |
|         | 1    | ブラバム-レプコ     | 18       |
|         | 2    | クーパー-マセラティ | 11       |
| 12      | 3    | ロータス-フォード   | 9        |
| 2       | 4    | フェラーリ          | 7        |
| 2       | 5    | ロータス-BRM        | 6        |
| ソース: |      |                     |          |

- 注:  トップ5のみ表示。前半6戦のうちベスト5戦及び後半5戦のうちベスト4戦がカウントされる。